# Sint-Jan Baptistkerk (Tildonk)

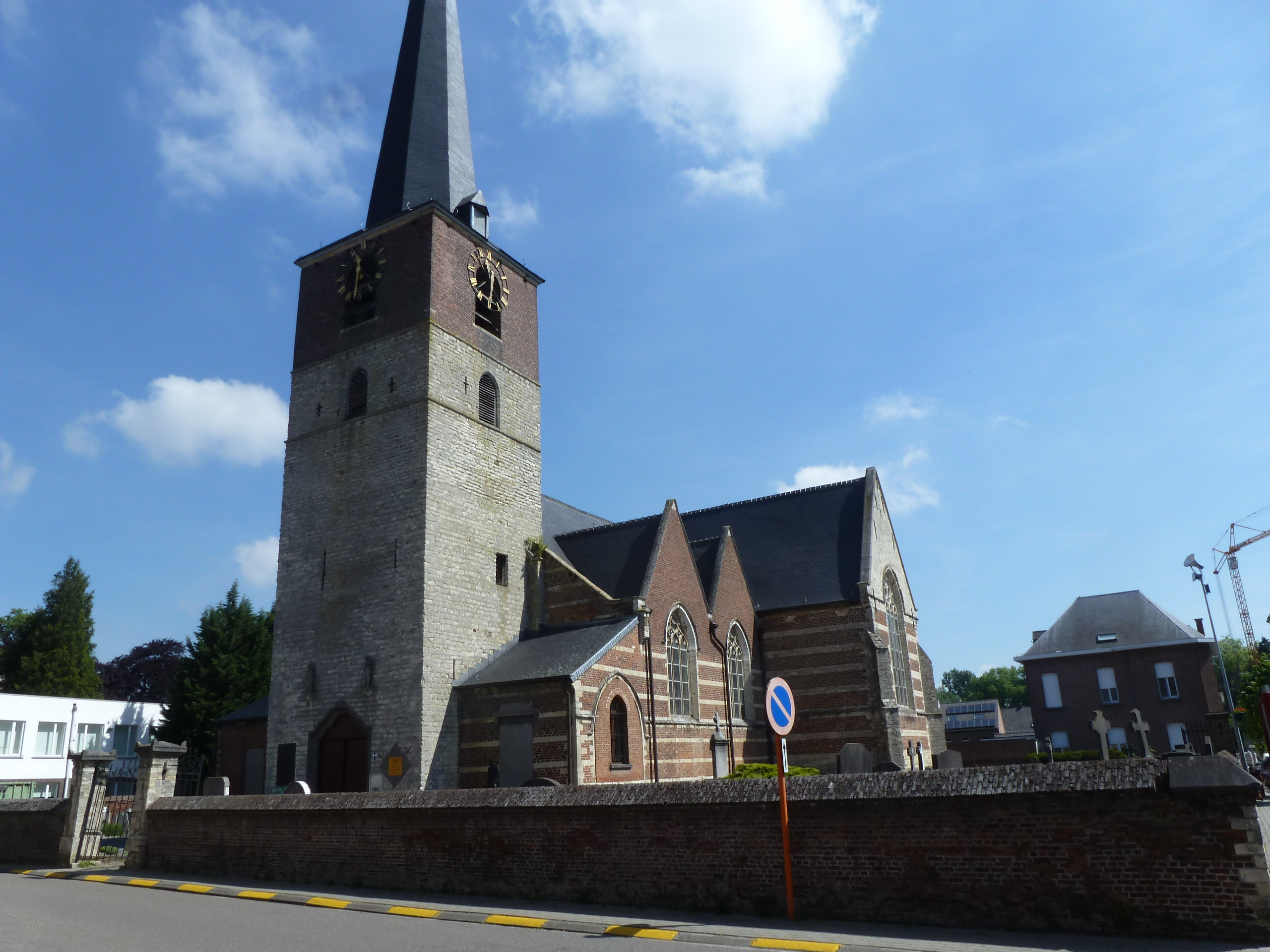
Sint-Jan Baptistkerk

De Sint-Jan Baptistkerk is de parochiekerk van de tot de Vlaams-Brabantse gemeente Haacht behorende plaats Tildonk, gelegen aan Dorpsstraat 23.

## Geschiedenis
In 1173 was er voor het eerst sprake van een kerk in Tildonk, waarvan het patronaatsrecht werd toegewezen aan het kapittel van Kamerijk. In 1626 werd Tildonk een zelfstandige parochie.

## Gebouw
Het betreft een driebeukige kruiskerk. Het oudste deel is een 13e-eeuws muurfragment in breuksteen dat zich in de noordelijke transeptarm bevindt. De voorgebouwde zandstenen westtoren is 14e-eeuws met daarop een 18e-eeuwse, bakstenen klokkenverdieping. Schip en transept zijn laatgotisch en stammen uit de 16e eeuw. Ze zijn gebouwd in baksteen met zandstenen speklagen. Het koor is 18e-eeuws en in classicistische stijl.
De kerk wordt omringd door een kerkhof.

## Interieur
Het koor wordt overkluisd door een tongewelf in rococostijl.
De kerk bezit een zestal schilderijen uit de 16e, 17e en 18e eeuw. Uit hetzelfde tijdvak stammen ook een viertal beelden. De glas-in-loodramen zijn uit de eerste helft van de 20e eeuw. Het orgel is van 1829 en werd vervaardigd door Theodoor Smet.
Het hoofdaltaar is een 18e-eeuws portiekaltaar. Het noordelijk zijaltaar is gewijd aan Onze-Lieve-Vrouw en het zuidelijk zijaltaar aan Johannes de Doper. Beide zijn 17e-eeuws. Het koorgestoelte en de preekstoel zijn uit de 2e helft van de 17e eeuw. Twee biechtstoelen zijn uit de 1e helft van de 18e eeuw.